# Thomas Turton

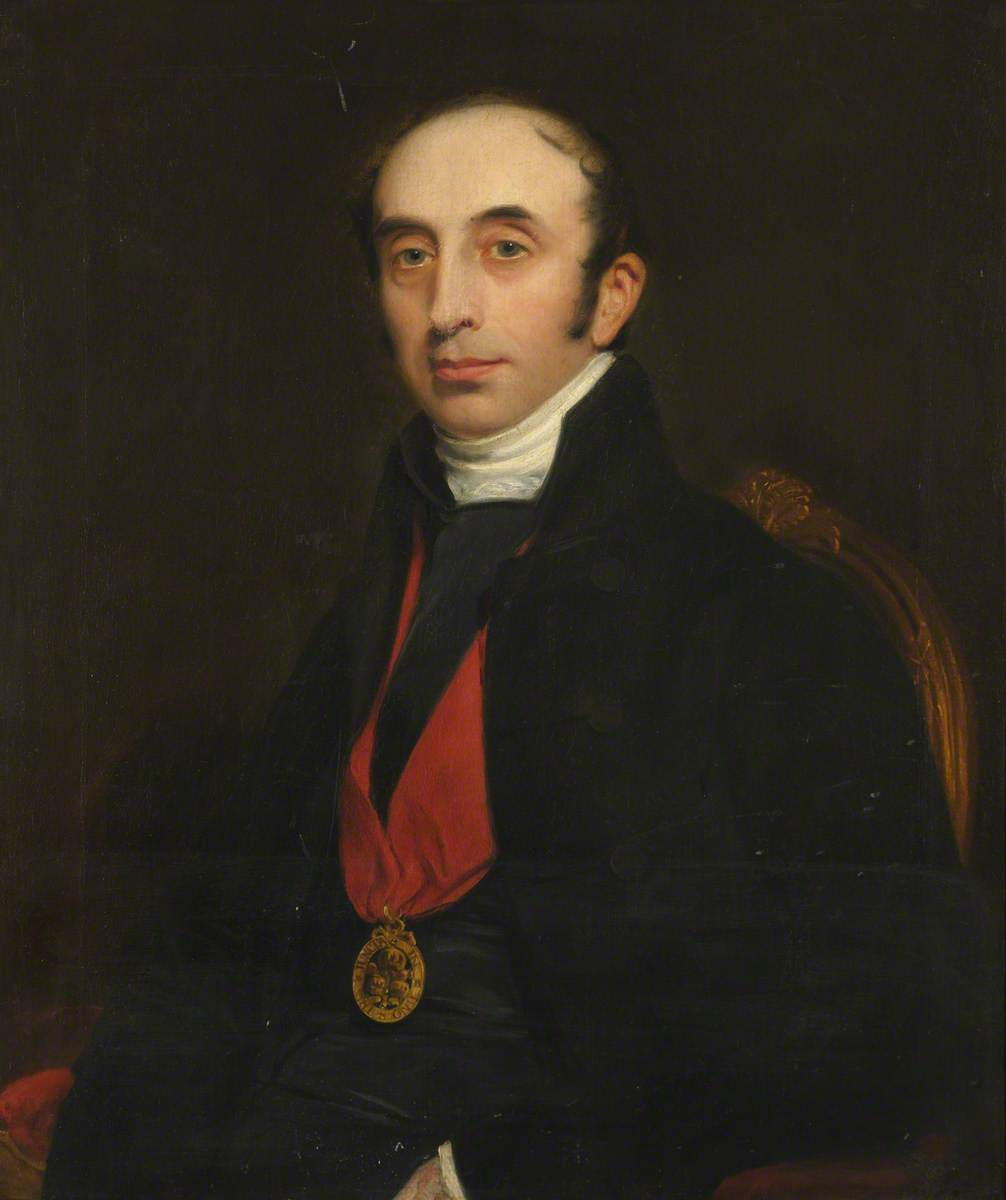
Thomas Turton, 1844

Thomas Turton (* 5. Februar 1780 in York, Yorkshire, England; † 7. Januar 1864 in London) war ein englischer Mathematiker und anglikanischer Theologe sowie Bischof von Ely.
Turton war von 1822 bis 1827 Lucasischer Professor für Mathematik an der University of Cambridge.
Von 1827 bis 1842 war er an der University of Cambridge Regius Professor of Divinity. Turton war auch Dekan von Peterborough von 1830 bis 1842, Dekan von Westminster von 1842 bis 1845, von 1845 bis 1864 Bischof von Ely und Komponist anglikanischer Hymnen.

## Werke
- A vindication of the literary character of the late Professor Porson, from the animadversions of the Right Reverend Thomas Burgess, Lord Bishop of Salisbury, in various publications on 1 John V: 7. Cambridge 1827.
- The text of the English Bible as now printed by the universities with reference to a report by a sub-committee of dissenting ministers. Cambridge, London, 1833.
- Thoughts on the Admission of Persons without regard to their Religious Opinions to certain Degrees in the Universities of England. Cambridge, London, 1834.
- Natural Theology considered with reference to Lord Brougham's Discourse on that Subject. John Parker, London, 1836.